# 古列尔莫·塞加托
古列尔莫·塞加托（義大利語：Guglielmo Segato，1906年3月23日—1979年4月19日），意大利男子自行车运动员。他曾代表意大利参加1932年夏季奥林匹克运动会自行车比赛，获得一枚金牌和一枚银牌。